# Língua moicana
Mohican (também conhecida como Mahican, que não deve ser confundido com Mohegan) é uma língua extinta do subgrupo das Línguas Algonquinas Orientais da família das línguas algonquinas, essa por sua vez um membro da família das línguas álgicas.  Foi falada no território do atual estado oriental de  Nova York e em Vermont pelos moicanos.
O moicano é uma língua extinta do subgrupo algonquino oriental da família algonquina, que por sua vez é membro da família álgica.
Originalmente os falantes do moicano viviam ao longo do alto rio Hudson, no estado de Nova York, e chegavam até o lago Champlain, a norte, as Montanhas Verdes, de Vermont, a leste, e o riacho Scoharie, no estado de Nova York, a oeste. Conflitos com os Mohawks e o avanço dos colonos europeus iniciou o processo de migração dos moicanos. Após serem expulsos de uma série de localidades, foram forçados a se deslocar para o Wisconsin, nas décadas de 1820 e 1830, enquanto outros se mudaram para diversas comunidades no Canadá, onde acabaram por perder a sua identidade moicana.
O moicano se extinguiu no início do século XX, e seu último registro documentado foi feito na década de 1930.

## História
Aborígenes, os falantes de Mohican viviam ao longo do alto rio Hudson, no estado de Nova York, estendendo-se até o norte do Lago Champlain, a leste das Montanhas Verdes, em Vermont e oeste perto de Schoharie Creek no estado de Nova York. O conflito com a nação mohawk da Confederação Iroquesa em concorrência pelo comércio de peles e a invasão europeia desencadeou o deslocamento dos moicanos, alguns se mudando para o centro-oeste de Nova York, onde compartilharam terras com o Oneida. Depois de uma série de deslocamentos, alguns moicanos foram forçados a se mudar para Wisconsin nas décadas de 1820 e 1830, enquanto outros se mudaram para várias comunidades no Canadá, onde perderam sua identidade moicana.
A língua moicana foi extinta no início do século XX, com a última documentação registrada de Mahican feita na década de 1930.

## Dialetos
Dois dialetos moicanos distintos foram identificados, o Morávio e o Stockbridge. Ambos surgiram depois de 1740, como aglomerados dialetais oriundos do deslocamento geográfico do moicano e de outros grupos de línguas. A extensão da variação dos dialetos moicanos anterior a este período é desconhecida.
O dialeto Stockbridge surgiu no loval de mesmo nome em Massachusetts, e incluía grupos de moicanos de Nova York, assim como integrantes de outros grupos linguísticos como os Wappinger (um grupo munsee local), Housatonic, Wyachtonok, entre outros. Após uma complexa história migratória, o grupo de Stockbridge se mudou para o Wisconsin, onde se combinaram com os migrantes de Língua munsee e de  Línguas delaware, vindos do sudoeste de Ontário, e são conhecidos atualmente como Comunidade Stockbridge-Munsee. 
O dialeto Morávio surgiu dos grupos populacionais centrados em Bethlehem. Alguns grupos moicanos que haviam se afiliado a partir de 1740 com a Igreja Morávia, em Nova York e Connecticut, mudaram-se em 1746 para a cidade. Outro grupo afiliado aos morávios mudou-se para Wyoming (Pensilvânia) e, depois de um massacre cometido por colonos contra membros de alguns desses grupos, fugiram para o Canadá com munsee recém-convertidos, estabelecendo-se na atual Moraviantown, onde acabaram por se misturar completamente com a população lenape dominante na região. Outro grupo se deslocou até Ohsweken, nas Seis Nações da Primeira Nação do Rio Grande, Ontário, onde se misturaram com os grupos indígenas presentes no local.
O corpus linguístico moicano consiste de diversos materiais coletados por missionários, linguistas e outros estudiosos, incluindo um dicionário manuscrito do século XVIII compilado por Johann Schmick, um missionário morávio. No século XX os linguistas Truman Michelson e Morris Swadesh coletaram uma série de materiais a partir dos falantes que ainda viviam no Wisconsin.

## Fonologia e documentação
Os materiais linguísticos moicanos consistem numa variedade de materiais coletados por missionários, linguistas e outros, incluindo um dicionário manuscrito do século XVIII, compilado por Johann Schmick, um missionário morávio. No século XX, os linguistas Truman Michelson e Morris Swadesh coletaram alguns materiais moicanos de falantes sobreviventes em Wisconsin.
A mudança fonológica da língua moicana tem sido estudada com base no dicionário manuscrito de Schmick, que traçava as mudanças históricas que afetaram a pronúncia das palavras desde o proto-algonquino até o dialeto morávio do moicano. As semelhanças entre o moicano e as línguas delaware, o munsee e o unami foram reconhecidas em estudos da história linguística moicana, e em pelo menos uma classificação o moicano e as línguas delaware foram categorizados no subgrupo delawarense do algonquino oriental.
.
|             | Labial | Alveolar | Palato- alveolar | Palatal | Velar | Labio-Velar]] | Uvular | Glotal |
| ----------- | ------ | -------- | ---------------- | ------- | ----- | ------------- | ------ | ------ |
| Nasal       | m      | n        |                  |         |       |               |        |        |
| Oclusiva    | p      | t        |                  |         | k     | kʷ            |        |        |
| Africada    |        | ts       | tʃ               |         |       |               |        |        |
| Fricativa   |        | s        | ʃ                |         | x     |               | χ      | h      |
| Aproximante |        |          |                  | j       |       | w             |        |        |

Sons vogais
/a, ã, aː, ʌ, ʌ̃, ɛ, ə, e, ɪ, i, ɔ, o, u, aɪ, aʊ/

## Escrita
A forma do alfabeto latino usada pela língua moicana não apresenta as letras F, L, R, V, Z. Usam-se as formas Ch, Sh. As vogais A, I, O, U podem ser duplicadas para indicar som mais longo. Outras formas usadas: aw, ay, ew, ey, gh, gw, iw, ks, kw, mp, nch, nt, nx, ts.

## Exemplos de palavras
A tabela abaixo apresenta uma amostra de palavras moicanas, escritas primeiro em uma transcrição linguística, seguida pelas mesmas palavras escritas em um sistema prático que foi usado no dialeto lingüístico de Munsee. O sistema linguístico usa um ponto elevado (•) para indicar uma maior extensão da vogal. Embora a tonicidade seja principalmente previsível, o sistema linguístico usa o acento agudo para indicar a tonicidade principal previsível. Também, previsível som surdo ou murmurado / ă / é indicado com o diacrítico de breve (˘). Da mesma forma, o breve é usado para indicar um som ultra-curto  [ə] que normalmente ocorre antes de uma única consoante sonora seguida por uma vogal. O sistema prático indica a extensão da vogal dobrando o som a vogal e mantém as práticas do sistema linear para marcar tonicidaes e vogais surdas / ultra-curtas. O sistema prático usa para ortografia ⟨ sh⟩ o símbolo fonético / š / e ⟨ ch⟩ para o símbolo fonético /č/.
| Linguística  | Prática     | Português          |  | Linguística | Prática   | Português             |  | Linguística    | Prática      | Português            |  | Linguística    | Prática        | Português     |
| ------------ | ----------- | ------------------ |  | ----------- | --------- | --------------------- |  | -------------- | ------------ | -------------------- |  | -------------- | -------------- | ------------- |
| xí•kan       | xíikan      | faca               |  | təmahí•kan  | tmahíikan | machado               |  | ntah           | ndah         | meu coração          |  | sí•pəw         | síipuw         | rio           |
| kə̆tahəwá•nun | ktahwáanun  | eu te amo          |  | wəmí•san    | wmíisan   | Irmão mais velha dele |  | ni•táhkan      | niitáhkan    | meu irmão mais velho |  | nəyáh nkí•spih | nuyáh ngíispih | estou saciado |
| stá•w        | stáaw       | fogo               |  | mpəy        | mbuy      | água                  |  | nətahəwá•tamun | ndahwáatamun | eu gosto disso'      |  |                |                |               |
| wəná•yəw     | wunáayuw    | Ele é bom          |  | ahtá•w      | ahtáaw    | Está lá               |  | kíhkayi•t      | kíhkayiit    | cheefe               |  | máxkw          | máxkw          | urso          |
| wtayá•tamun  | wtayáatamun | ele pediu ele quer |  | nəmá•sak    | nmáasak   | peixes)               |  | só•kəná•n      | sóoknaan     | está chovenfdo       |  |                |                |               |

| Números    |        |
| ngwútah    | um     |
| níisah     | dois   |
| naxáh      | três   |
| náawah     | quatro |
| náanan     | cinco  |
| ngwútaash  | seis   |
| taapáwaash | sete   |
| xáasoh     | oito   |
| naaníiwih  | nove   |
| mdáanut    | dez    |

## Amostra de texto
Kaaxeetunaʔ Maʔeekunew ninãapaw otineetaʔãan nook naʔ uneʔnmeewuk ndun cheʔtsisuk kaakway ãayãatumuk na ninãapaw aawaʔaat. Kneema opotuwãan, mxooksis cheenwaw, aawmãan aayke onumeʔãan mxooksisun kaataw chkithmãaneet. Kneʔãameen ni otãan ni staak ndun tupuk ni otinaʔaan. “Kaache njooth keeseʔãam chkithmã.” “Koonãakwxeen.”
História da Coruja de Sot Quinney, traduzido por William Dick, 4 de agosto de 1914.
Português
Há muito tempo, um moicano estava pensando: esses animais e pássaros querem (ter) as coisas que aquela pessoa nativa usa. Então ele o ouviu, a coruja piou, o velho viu a coruja que queria fumar. Então ele foi ao fogo e jogou o tabaco lá. Agora meu amigo, você é capaz de fumar. Boa noite. 